# Asque
Asque település Franciaországban, Hautes-Pyrénées megyében. Lakosainak száma 120 fő (2022. január 1.). Asque Escots, Banios, Bulan, Esparros, Fréchendets, Arrodets és Asté községekkel határos.

## Népesség
A település népességének változása:
| Lakosok száma | 114  | 113  | 123  | 118  | 119  | 119  | 120  | 120  | 120  |
|               | 2013 | 2015 | 2016 | 2017 | 2018 | 2019 | 2020 | 2021 | 2022 |